# Гренц, Дмитрий Игоревич
Дмитрий Игоревич Гренц (род. 10 июня 1996, Усть-Каменогорск) — казахстанский хоккеист, центральный нападающий клуба «Хумо» и сборной Казахстана.

## Карьера
Дмитрий Гренц — воспитанник усть-каменогорского хоккея.
Начиная с сезона 2008/09 выступал в молодёжном первенстве России в составе омского «Авангарда».
В составе юношеской сборной Казахстана участвовал в чемпионате мира (1 дивизион, группа B), где казахстанцы завоевали золото и путёвку в группу А 1 дивизиона.
В сезоне 2013/14 Дмитрий Гренц выступал в составе «Казцинк-Торпедо-2», проведя на льду 47 игр. В составе юношеской сборной Казахстана участвовал в чемпионате мира, где казахстанская сборная завоевала бронзу первого дивизиона. Также Дмитрия пригласили в молодёжную сборную Казахстана. На чемпионате мира, выступая в группе В первого дивизиона, казахстанская молодёжка стала второй.
На драфте КХЛ 2013 года Дмитрий в третьем раунде под общим номером 92 был задрафтован «Барысом». Сезон 2014/15 он играл в молодёжной команде «Снежные Барсы». Дмитрий провёл 57 игр, набрав 15+22 очка по системе гол+пас. На чемпионате мира среди молодёжных команд, выступая в группе В первого дивизиона, казахстанская молодёжка стала первой и получила путёвку в группу А первого дивизиона молодёжного чемпионата.
В сезоне 2015/16 (по состоянию на 1 января 2016 года) Дмитрий провёл в «Барысе» (26 игр) и «Снежных Барсах» (8 игр). А в составе молодёжной сборной на чемпионате первого дивизиона молодёжного чемпионата стал бронзовым призёром.